# 阿達馬·巴羅
阿達馬·巴羅（英語：Adama Barrow；1965年2月16日—），是冈比亚政治人物、房地产商人，現任（第3任）甘比亞總統。

## 生平
阿达马·巴罗于冈比亚独立日前夕出生于冈比亚东部的曼丁昆达。巴羅与前总统贾梅均与1965年出生于巴塞周围。
初中毕业后，巴罗赢得了一笔去首都班珠尔读高中的奖学金，并在高中毕业后留在首都，经人介绍开始在首都工作，成为一家油气公司的销售员。成年后，出于想要出国深造以及攒钱建立自己的公司的打算，巴罗前往英国伦敦居住。
巴罗在英国的经历包括在倫敦北部的一家Argos商场擔任警衛。
2006年，巴罗返回岡比亞，并在国内从事房地产生意。

### 從政
1996年，巴罗加入新成立的联合民主党，成为联合民主党在上河区的一位基层成员。
2007年，巴罗以联合民主党党员的身份首次参选代表当地选区的国民大会议员，但不幸以2835票对4067票的成绩，惜败于后来与他在2016年共同对抗贾梅总统的玛玛·坎德。此后，巴罗在冈比亚政治中保持低调姿势。

#### “2016联盟”
由于联合民主党主席烏賽努·達博在2016年岡比亞總統選舉期间被时任总统叶海亚·贾梅逮捕，在选举中，巴罗被推举为联合民主党以及反對聯盟“2016联盟”的主要候選人。11月3日，巴罗退出联合民主党，并以受“2016联盟”支持的独立候选人身份参选。
12月1日的大选日當天，在賈梅的百般阻挠下，巴罗出乎意料当选。然而賈梅一度拒絕承認敗選並繼續執政引發憲政危機。

## 总统任期

### 就职

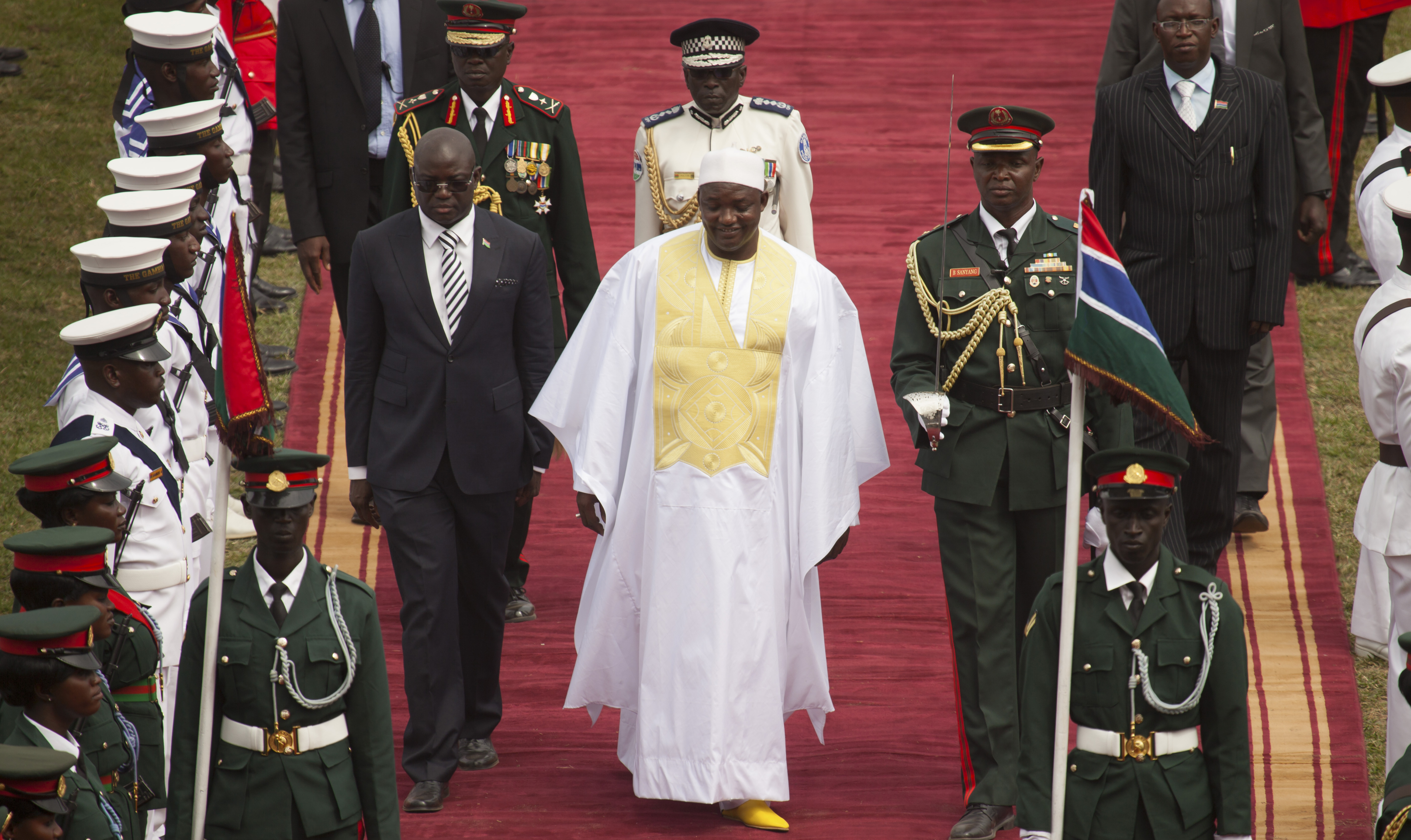
正式就职

2017年1月19日，巴羅在塞內加爾的岡比亞大使館宣誓就職。後因西非國家經濟共同體（ECOWAS）介入施壓，並派部隊駐紮邊境下，賈梅答應交出政權，隨後巴羅於當地時間1月26日下午從塞內加爾返回班珠尔，甘比亞民眾籌備盛大慶典歡迎這位新總統。ABC ONLINE報導，巴羅向ECOWAS提出請求部隊延長駐紮在甘比亞6個月的要求，以確保政治穩定。聯合國特別代表錢巴斯陪同巴羅回國，同時協助政權交接。
2017年2月，巴罗在返回冈比亚后在国内再次宣誓就职。

### 民主化改革
冈比亚在巴罗总统任内积极推进民主转型进程，移除前总统賈梅留下的独裁色彩。
2017年1月，巴罗将冈比亚国号从2015年起的称谓“冈比亚伊斯兰共和国”改回到原本的「甘比亞共和国」。2月，巴罗宣布冈比亚将重新加入贾梅总统时期退出的大英国协。
5月，巴罗为谋取投资和就业岗位，解除了贾梅总统时期的赌博业禁令。
9月，巴罗总统签署条约，在《公民权利和政治权利国际公约》第二任择议定书框架下废除死刑。
10月，旨在调查前总统賈梅独裁行为的转型正义组织“真相、和解与赔偿委员会”(TRRC)成立。

### 2018年法拉巴枪击事件
2018年6月18日，在西部城市布里卡马附近的小镇法拉巴·班塔，一家沙子公司在当地采沙所引发的争议导致当地群众爆发示威游行。示威活动逐渐失去控制。警方介入事件后，采用暴力镇压手段，向示威者发射实弹，当场射杀2人，3人重伤不治身亡，并造成多人受伤。事后，国内外人权组织对政府部门施压，积极要求政府调查此事。
翌日，巴罗总统发表声明，表示对事件的发生“深感悲痛”，并指令相关部门展开调查。6月21日，巴罗针对该事件成立调查委员会。
6月22日，巴罗前往法拉巴·班塔慰问当地群众，并领导了当地的周五礼拜。

### 2019冠状病毒疾病疫情
2020年3月13日，巴罗总统知会该国公务人员暂停国际旅行。
17日，冈比亚检测出首例冠状病毒疫情，系从英国输入至冈比亚。巴罗于同日下令关闭全国所有学校、露天市场，并禁止公共聚会。19日，冈比亚机场停止运行。
23日，巴罗与冈比亚的唯一邻国塞内加尔协商，关闭两国边境21天。此后，两国边境的关闭一直延长至7月。关闭边境使得国内出现货币贬值和部分人员的恶意抬价行为。
2021年3月，巴罗启动了COVID-19疫苗接种计划，使用来自COVAX项目和中华人民共和国的共5种疫苗。

### 2021年大选
2021年8月，巴罗的國家人民黨與贾梅的爱国调整与建设联盟（APRC）组成联盟。流亡赤道几内亚的贾梅及其支持者对此事表示反对。
11月9日，随着大选季正式开始，阿達瑪·巴羅获国家人民党提名，正式參選2021年總統大選。12月5日，選舉委員會宣佈巴羅順利連任。

## 争议

### 
巴罗在2016年作为政党联盟领袖参选总统时，曾口头承诺只会担任三年的转型期总统。巴罗在就任总统后不再承认该承诺。而宪法规定，冈比亚总统每届的任期为五年。自2019年起，出于对巴罗政绩的不满以及对于承诺的不遵守，冈比亚国内爆发多起以（大意为“三年就够了”）为名义的抗议示威活动，要求巴罗立即下台，或在任满三年后主动辞职。同时，也有支持巴罗任满五年的群众举行反对  的游行。
在一次采访中，巴罗自幼结识的朋友，反对团体的领导人伊布瑞马·索里巴（Ebrima Soriba）对巴罗发表评价，并声称群众抗议的权利应当得到保障。关于巴罗与内政部长在布里卡马市的集会上声称在抗议者头顶浇灌热水一事，索里巴声称他在事后向总统直言这一事件严重且极为不妥，认为巴罗应对此事致歉，以及总统不应过度干涉抗议者的权利。
2020年1月，在首都周围再次爆发反对巴罗的游行。政府在游行中逮捕了137名参与者，同时扣押了多名记者。事件后，冈比亚政府将该行动定义为暴力组织，并取缔了行动。

### 政党联盟争议
2018年，聯合民主黨领袖，时任外交部长乌塞努·达博在内阁改组中就任冈比亚副总统。
2019年3月，由于其任内与巴罗总统政见的不和，达博被巴罗总统解除职务，同时两位联合民主党籍的部长也随之被解职。随后，巴罗成立了自己的党派“国家人民党”（National People’s Party）。

## 个人生活
巴罗是虔诚的穆斯林，他支持一夫多妻制，有两房妻子。他也是阿森纳的球迷。他仍在英国生活时就已在支持该球队。

## 外部連結
- 阿達馬·巴羅的X（前Twitter）